# Louise-Christine de Stolberg-Stolberg-Ortenberg
Louise-Christine de Stolberg-Stolberg-Ortenberg (21 janvier 1675 - 16 mai 1738), est une noble allemande, membre de la Maison de Stolberg et par ses deux mariages comtesse de Mansfeld-Eisleben et duchesse de Saxe-Weissenfels.
Née à Ortenberg, elle est la sixième des huit enfants nés du mariage de Christophe-Louis Ier, comte de Stolberg-Stolberg-Ortenberg et de la comtesse Louise-Christine de Hesse-Darmstadt. 

## Biographie
A Stolberg le 13 décembre 1704, Louise-Christine épouse Jean-Georges III, comte de Mansfeld-Eisleben. Ils n'ont pas d'enfants. Le comte Jean Georges III est décédé le 1er janvier 1710.
A Stolberg le 11 mai 1712, Louise-Christine épouse en secondes noces Christian de Saxe-Weissenfels. Pour cette occasion, l'Électeur Auguste II de Saxe offre une coupe de chasse, la Weissenfelser (der Weißenfelser Jagdpokal). Elle est coûteuse et complexe, chef-d'œuvre d'or forgé, exécuté par les frères Johann Melchior Dinglinger et George Christophe Dinglinger. Il prend comme source d'inspiration artistique, la préférence du duc pour la chasse. La coupe est restée en la possession de la maison ducale de Saxe-Weissenfels jusqu'à son extinction; après cela, elle est revenue en possession de l'Électorat de Saxe et on peut aujourd'hui l'admirer dans la Voûte Verte (de: Grünes Gewölbe). Ils n'ont pas d'enfants,.
Louise-Christine est décédée à Weissenfels, âgée de 63 ans, après avoir survécu vingt-trois mois à son second mari. Elle est enterrée dans la Schlosskirche, Weissenfels.